# Limbach (bij Kirn)
Limbach is een plaats in de Duitse deelstaat Rijnland-Palts, en maakt deel uit van de Landkreis Bad Kreuznach.
Limbach telt 303 inwoners.

## Bestuur
De plaats is een Ortsgemeinde en maakt deel uit van de Verbandsgemeinde Kirn-Land.